# António Bernardo da Costa Cabral (Sohn)
António Bernardo da Costa Cabral, 2. Conde de Tomar (* 23. Mai 1835; † 19. Februar 1903) war ein portugiesischer Adliger und Diplomat, der 1889 den Titel als 2. Conde de Tomar erbte.

## Leben
António Bernardo da Costa Cabral, Sohn von António Bernardo da Costa Cabral, 1. Marquês de Tomar, 1. Conde de Tomar, absolvierte ein Studium der Philosophie an der Universität Coimbra, das er mit einem Bacharel em filosofia abschloss. Anschließend trat er in den diplomatischen Dienst des Außenministeriums und wurde am 19. März 1859 zum Zweiten Attaché an der Gesandtschaft in den USA ernannt. Nachdem er sich von Dezember 1860 bis April 1861 auf Urlaub in Portugal befunden hatte, wurde er am 2. August 1861 zum Zweiten Attaché an der Gesandtschaft im Königreich Italien mit Sitz in Turin. Anschließend wurde er am 12. September 1862 zum Zweiten Attaché an der Gesandtschaft im Königreich Belgien und wechselte am 2. Dezember 1863 als Erster Attaché an der Botschaft im Königreich Italien, wo er zeitweise auch Geschäftsträger ad interim war. Am 26. April 1866 wurde er zum Legationssekretär ernannt und wechselte am 19. Juli 1866 ins Außenministerium. Am 19. Juli 1867 war er vorübergehend Sekretär von Außenminister José Maria do Casal Ribeiro während einer Sondermission in Spanien.
Am 24. Januar 1868 wurde Costa Cabral zum Legationssekretär an der Gesandtschaft im Kaiserreich Brasilien ernannt und kehrte am 25. Juni 1870 als Erster Sekretär an die Gesandtschaft im Königreich Italien zurück, wo er in den folgenden Jahren mehrmals auch Geschäftsträger ad interim war. Am 27. August 1874 erfolgte seine Berufung zum Außerordentlichen Gesandten und Bevollmächtigten Minister im Königreich Belgien. Nach seiner Rückkehr wurde er am 8. August 1881 Sondergesandter des Außenministeriums und unternahm in den folgenden Jahren Reisen ins Deutsche Kaiserreich und Italien.
Nach dem Tode seines Vaters António Bernardo da Costa Cabral am 1. September 1889 erbte er von diesem den am 1. September 1845 geschaffenen Titel als 2. Conde de Tomar, während der am 11. Juli 1878 geschaffene Titel als Marquês de Tomar erlosch. Am 15. Januar 1890 wurde er Par do Reino und dadurch Mitglied der Câmara dos Digníssimos Pares do Reino, des Oberhauses des Parlaments (Cortes), der er bis zu seinem Tode am 19. Februar 1903 angehörte. Er war als Abgeordneter aktiv und befasste sich mit Fragen der Gas- und Wasserversorgung durch die Companhias das Águas e do Gás und gehörte zu den Gegnern, den Torre de Belém als Gasbehälter zu nutzen.
Für seine Verdienste wurde er Kommandeur des Orden unserer lieben Frau von Vila Viçosa (Ordem de Nossa Senhora da Conceição de Vila Viçosa) und erhielt zudem das Großkreuz des Gregoriusorden, des Orden der Eichenkrone, des Orden vom Niederländischen Löwen sowie des Leopoldsorden von Belgien. Des Weiteren war er Kommandeur des Orden Karls III. und wurde darüber hinaus mit dem Offizierskreuz des Orden der Krone von Italien und des Ritterorden der hl. Mauritius und Lazarus.
Am 3. Oktober 1866 heiratete António Bernardo da Costa Cabral Sofia Adelaide Dias de Sousa, Tochter von Bartolomeu dos Mártires Dias de Sousa und dessen Ehefrau Maria Fortunata de Oliveira. Aus dieser Ehe ging sein Sohn Bartolomeu Dias e Sousa da Costa Cabral, der nach seinem Tode den Titel als 3. Cone de Tomar erbte.

## Weblink
- António Bernardo da Costa Cabral in Dictiónario histórico